# Badia Calavena
Badia Calavena – miejscowość i gmina we Włoszech, w regionie Wenecja Euganejska, w prowincji Werona.
Według danych na rok 2004 gminę zamieszkiwały 2382 osoby, 91,6 os./km².